# 13 고스트 (2001년 영화)
《13 고스트》(영어: Thirteen Ghosts 혹은 13 Ghosts, 영어: THIR13EN Ghosts로 표현)는 미국과 캐나다에서 제작된 스티브 벡 감독의 2001년 초자연 공포 영화이다. 스티브 벡의 첫 장편 영화 연출작이다. 토니 셜루브 등이 출연하였고, 로버트 저메키스 등이 제작에 참여하였다.

## 줄거리
영혼 사냥꾼 사이러스 크리티코스는 조수인 영능력자 데니스와 한 영혼을 쫓던 중에 사망한다. 사이러스의 저택을 물려 받은 조카 아서 크리티코스는 자녀 둘과 저택으로 이사하기로 한다.
그러나 저택엔 사이러스와 데니스가 잡았던 12개의 무시무시한 영혼들이 갇혀 있었고, 그 중엔 아서와 사별한 아내 진의 영혼도 포함돼 있었다. 아서네 가족, 사이러스의 변호사, 데니스는 저택 안을 돌아다니며 이것저것 건드리다가 무심결에 영혼들의 독방 문을 여는 한편 저택 출입구를 봉쇄하게 된다.
사이러스의 변호사가 풀려난 영혼 중 하나에게 살해 당한 뒤 아서의 자녀들이 사라지고 아서도 위기에 몰린다. 그러나 아서는 노예처럼 갇혀 지내는 영혼들을 풀어 주는 활동을 하는 영혼 해방가 컬리나의 도움으로 살아남는다.
컬리나는 15세기의 점성술사 바실리에스(Basilies)가 악마에 씌였을 때 아르카눔(Arcanum)이란 책을 썼는데, 이 책에는 과거, 현재, 미래를 내다볼 수 있는 지옥의 눈(Ocularis Infernum)을 생성하는 지옥의 기계를 만드는 방법이 나와 있다고 설명한다. 이를 실현하기 위해 사이러스는 저택 전체를 기계화 하고 블랙 조디악을 대표하는 12개의 영혼을 붙잡아 동력으로 이용하려 했던 것이다.
컬리나는 또한 만일의 사태에 대비하는 안전장치로서, 사랑을 위해 기꺼이 희생하는 13번째 영혼이 필요하다는 점도 알려준다. 기계의 장치에 12개의 영혼들이 배치되고 지옥의 눈이 완전히 뜨이기 전에 13번째 영혼이 될 인물이 지옥의 눈 안으로 자진해 뛰어들어 목숨을 바치면 일종의 합선이 일어나 기계를 멈출 수 있다는 것. 이 얘기를 들은 아서는 자녀들을 구하기 위해 자신이 이 13번째 영혼이 되기로 결심한다.
그러나 이들 앞에 멀쩡히 살아 있던 사이러스가 나타난다. 사실 컬리나는 사이러스와 한패였고 13번째 영혼은 기계의 작동을 멈추기 위해서가 아니라 정반대로 기계를 최종 완성시키기 위해 필요하다는 사실이 밝혀진다. 사이러스는 아내 진과 자녀 둘을 깊이 사랑해 13번째 영혼으로 적격인 조카 아서를 이 저택으로 불러들이기 위해 스스로 죽음을 위장했던 것이다.
사이러스는 12개의 영혼들이 굴리고 있는 중앙 홀 장치의 중심에 아이들을 집어넣어 놓고 아서를 협박한다. 그러나 딸 캐시가 장치를 망가트린 덕분에 영혼들이 빠져나오고, 영혼들은 다 함께 사이러스를 장치 안에 던져 죽인다. 곧 집이 무너지면서 영혼들이 완전히 해방된다.
아내 진의 영혼이 나타나 아서와 자녀들에게 사랑한다는 말을 남기고 사라진다.

## 출연진
- 토니 셜루브 - 아서 크리티코스 역
- 엠베스 데이비츠 - 컬리나 오레치아 역
- 매슈 릴러드 - 데니스 라프킨 역
- 섀넌 엘리자베스 - 캐시 크리티코스 역
- 앨릭 로버츠 - 보비 역
- J. R. 본 - 벤 모스 역
- 라 디가 - 매기 베스 역
- F. 머리 에이브러햄 - 사이러스 크리티코스 역

## 기타 제작진
- 공동 제작: 테리 캐슬, 리처드 미리시
- 배역: 크리스틴 시크스
- 미술: 숀 하그리브스
- 세트: 도미니크 포케르메트르
- 의상: 제니 걸렛